# Seznam medailistů na halovém mistrovství Československa a Česka mužů a žen v trojskoku
Toto je seznam medailistů na mistrovství Československé a České republiky v disciplíně trojskok.

## Muži
| Rok          | Místo              | Zlato             | Výkon vítěze     | Stříbro           | Bronz            |
| ------------ | ------------------ | ----------------- | ---------------- | ----------------- | ---------------- |
| HM ČSSR 1969 | Jablonec nad Nisou | Jan Broda         | 15,60 m          | Václav Fišer      | Jiří Vyčichlo    |
| HM ČSSR 1970 | Jablonec nad Nisou | Jan Broda         | 15,89 m          | Peter Nemšovský   | Václav Fišer     |
| HM ČSSR 1971 | Jablonec nad Nisou | Jan Broda         | 15,89 m          | Jaroslav Jón      | Jiří Menšík      |
| HM ČSSR 1972 | Jablonec nad Nisou | Václav Fišer      | 15,76 m          | Jan Broda         | Jiří Vyčichlo    |
| HM ČSSR 1973 | Jablonec nad Nisou | Jan Broda         | 15,89 m          | Jiří Vyčichlo     | Pavel Sasín      |
| HM ČSSR 1974 | Jablonec nad Nisou | Jiří Vyčichlo     | 15,87 m          | Pavel Sasín       | Karel Hůlka      |
| HM ČSSR 1975 | Jablonec nad Nisou | Jiří Vyčichlo     | 16,06 m          | Václav Fišer      | Ján Šimonovič    |
| HM ČSSR 1976 | Košice             | Pavel Sasín       | 16,03 m          | Karel Hradil      | Jan Lejsek       |
| HM ČSSR 1977 | Ostrava            | Karel Hradil      | 15,51 m          | Ján Šimonovič     | Jan Broda        |
| HM ČSSR 1978 | Jablonec nad Nisou | Jiří Vyčichlo     | 15,87 m          | Karel Hradil      | Vladimír Hanák   |
| HM ČSSR 1979 | Jablonec nad Nisou | Karel Hradil      | 16,06 m          | František Volcer  | Aleš Jungmann    |
| HM ČSSR 1980 | Jablonec nad Nisou | František Volcer  | 15,57 m          | Aleš Jungmann     | Vladimír Hanák   |
| HM ČSSR 1981 | Jablonec nad Nisou | Vlastimil Mařinec | 15,93 m          | Milan Kořínek     | Petr Kramer      |
| HM ČSSR 1982 | Jablonec nad Nisou | Jaroslav Priščák  | 16,14 m          | Vlastimil Mařinec | František Volcer |
| HM ČSSR 1983 | Jablonec nad Nisou | Jaroslav Priščák  | 15,83 m          | Ivo Bilík         | Milan Kořínek    |
| HM ČSSR 1984 | Jablonec nad Nisou | Milan Kořínek     | 16,25 m          | Ivo Bilík         | Milan Mikuláš    |
| HM ČSSR 1985 | Jablonec nad Nisou | Ivan Slanař       | 16,41 m          | Ivo Bilík         | Oldřich Krmela   |
| HM ČSSR 1986 | Jablonec nad Nisou | Jaroslav Priščák  | 16,31 m          | Ivan Slanař       | Petr Pech        |
| HM ČSSR 1987 | Jablonec nad Nisou | Ivo Bilík         | 16,02 m          | Luboš Dyntar      | Pavel Wiedermann |
| HM ČSSR 1988 | Jablonec nad Nisou | Jaroslav Mrštík   | 15,79 m          | Petr Pech         | Ivo Bilík        |
| HM ČSSR 1989 | Jablonec nad Nisou | Milan Mikuláš     | 16,75 m          | Pavel Wiedermann  | Jaroslav Mrštík  |
| HM ČSSR 1990 | Praha              | Milan Mikuláš     | 16,50 m          | Pavel Wiedermann  | Jiří Smetana     |
| HM ČSFR 1991 | Praha              | Milan Mikuláš     | 16,46 m          | Pavel Wiedermann  | Luboš Kummer     |
| HM ČSFR 1992 | Praha              | Milan Mikuláš     | 16,53 m          | Pavel Wiedermann  | Zdeněk Šafra     |
| HMR 1993     | Praha              | Michal Coubal     | 15,95 m          | Jiří Brázdil      | Pavel Wiedermann |
| HMR 1994     | Jablonec nad Nisou | Karel Burian      | 16,17 m          | Michal Coubal     | Radek Řezáč      |
| HMR 1995     | Praha              | Jaroslav Mrštík   | 16,20 m          | Jiří Smetana      | Michal Coubal    |
| HMR 1996     | Praha              | Radek Řezáč       | 15,63 m          | Jiří Kuntoš       | Roman Hudeczek   |
| HMR 1997     | Praha              | Jiří Kuntoš       | 15,80 m          | Radek Řezáč       | Martin Sýkora    |
| HMR 1998     | Praha              | Martin Sýkora     | 15,47 m          | David Honzík      | Josef Marek      |
| HMR 1999     | Praha              | Jiří Kuntoš       | 16,80 m Rek. HMR | Martin Vrběcký    | Martin Sýkora    |
| HMR 2000     | Praha              | Tomáš Cholenský   | 15,97 m          | Martin Sýkora     | Marek Zikl       |
| HMR 2001     | Praha              | Tomáš Cholenský   | 15,74 m          | Miron Mutyaba     | Martin Sýkora    |
| HMR 2002     | Praha              | Miron Mutyaba     | 15,65 m          | Petr Hnízdil      | Martin Vrběcký   |
| HMR 2003     | Bratislava         | Jan Marcis        | 15,14 m          | Martin Sýkora     | Petr Beran       |
| HMR 2004     | Praha              | Jan Marcis        | 14,98 m          | Václav Ciminga    | Libor Kantor     |
| HMR 2005     | Praha              | Milan Kovář       | 15,66 m          | Jakub Hůrka       | Libor Kantor     |
| HMR 2006     | Praha              | Jakub Hůrka       | 15,39 m          | Antonín Petr      | Martin Vachata   |
| HMR 2007     | Praha              | Petr Hnízdil      | 15,96 m          | Jan Rapsa         | Ondřej Hanuš     |
| HMR 2008     | Praha              | Roman Novotný     | 15,24 m          | Martin Vachata    | Ondřej Cais      |
| HMR 2009     | Praha              | Vojtěch Kučera    | 15,23 m          | Tomáš Janků       | Tomáš Veselý     |
| HMR 2010     | Praha              | Roman Novotný     | 14,91 m          | Jiří Vondáček     | Tomáš Nevtípil   |
| HMR 2011     | Praha              | Petr Hnízdil      | 15,51 m          | Martin Vachata    | Ondřej Hanuš     |
| HMR 2012     | Praha              | Roman Novotný     | 15,67 m          | Jiří Vondráček    | Martin Vachata   |
| HMR 2013     | Praha              | Michal Bednařík   | 15,16 m          | Jiří Vondráček    | Michal Čada      |
| HMR 2014     | Praha              | Jiří Vondráček    | 15,15 m          | Michal Čada       | Bohumil Bětuňák  |
| HMR 2015     | Praha              | Jiří Vondráček    | 15,68 m          | Bohumil Bětuňák   | David Beneš      |
| HMR 2016     | Ostrava            | Jiří Zeman        | 15,42 m          | Jiří Vondráček    | Adam Pašiak      |
| HMR 2017     | Praha              | Kaukolathi Tuomas | 15,89 m          | Jiří Zeman        | Filip Dittrich   |
| HMR 2018     | Praha              | Ondřej Vodák      | 15,48 m          | Jiří Zeman        | Matyáš Vrtiška   |
| HMR 2019     | Ostrava            | Jiří Vondráček    | 16,03 m          | Ondřej Vodák      | Zdeněk Kubát     |
| HMR 2020     | Ostrava            | Jiří Vondráček    | 15,37 m          | Zdeněk Kubát      | Bohumil Bětuňák  |
| HMR 2021     | Ostrava            | Jiří Vondráček    | 15,86 m          | Ondřej Vodák      | Zdeněk Kubát     |
| HMR 2022     | Ostrava            | Ondřej Vodák      | 15,55 m          | Jiří Vondráček    | Jakub Kunt       |
| HMR 2023     | Ostrava            | Pavel Halátek     | 15,20 m          | Zdeněk Kubát      | Martin Veselý    |
| HMR 2024     | Ostrava            | Ondřej Vodák      | 15,54 m          | Jakub Kunt        | Zdeněk Kubát     |
| HMR 2025     | Ostrava            | Pavel Halátek     | 15,79 m          | Jakub Kunt        | Jonáš Pospíšil   |

## Ženy
| Rok          | Místo              | Zlato                | Výkon vítěze     | Stříbro              | Bronz                |
| ------------ | ------------------ | -------------------- | ---------------- | -------------------- | -------------------- |
| HM ČSFR 1991 | Praha              | Dagmar Urbánková     | 13,11 m          | Pavla Jeremiášová    | Barbora Tesařová     |
| HM ČSFR 1992 | Praha              | Šárka Kašpárková     | 13,51 m          | Renata Černá         | Alice Matějková      |
| HMR 1993     | Praha              | Šárka Kašpárková     | 13,55 m          | Alice Matějková      | Renata Černá         |
| HMR 1994     | Jablonec nad Nisou | Šárka Kašpárková     | 14,01 m          | Dagmar Urbánková     | Alice Matějková      |
| HMR 1995     | Praha              | Šárka Kašpárková     | 14,10 m          | Martina Koudelková   | Renata Staňová       |
| HMR 1996     | Praha              | Šárka Kašpárková     | 14,47 m          | Alena Nezdařilová    | Eva Doležalová       |
| HMR 1997     | Praha              | Šárka Kašpárková     | 14,08 m          | Alena Nezdařilová    | Ljuba Dušilová       |
| HMR 1998     | Praha              | Šárka Kašpárková     | 14,75 m Rek. HMR | Eva Doležalová       | Magdaléna Nedvědová  |
| HMR 1999     | Praha              | Šárka Kašpárková     | 13,74 m          | Eva Doležalová       | Ilona Klimasová      |
| HMR 2000     | Praha              | Šárka Kašpárková     | 14,03 m          | Helena Vinařová      | Monika Turanská      |
| HMR 2001     | Praha              | Dagmar Urbánková     | 12,56 m          | Petra Daňková        | Jaroslava Neumanová  |
| HMR 2002     | Praha              | Martina Darmovzalová | 13,68 m          | Monika Turanská      | Veronika Navrátíková |
| HMR 2003     | Bratislava         | Šárka Kašpárková     | 14,09 m          | Martina Darmovzalová | Irina Beskrovnaja    |
| HMR 2004     | Praha              | Šárka Kašpárková     | 14,04 m          | Martina Darmovzalová | Gabriela Vaculová    |
| HMR 2005     | Praha              | Šárka Kašpárková     | 13,93 m          | Martina Darmovzalová | Gabriela Vaculová    |
| HMR 2006     | Praha              | Šárka Kašpárková     | 13,60 m          | Martina Darmovzalová | Eva Doležalová       |
| HMR 2007     | Praha              | Martina Darmovzalová | 13,24 m          | Iva Vedralová        | Jaroslava Vaněčková  |
| HMR 2008     | Praha              | Martina Šestáková    | 13,66 m          | Iva Vedralová        | Gabriela Vaculová    |
| HMR 2009     | Praha              | Martina Šestáková    | 13,68 m          | Lucie Májková        | Lucie Ondraschková   |
| HMR 2010     | Praha              | Martina Šestáková    | 13,69 m          | Lucie Májková        | Barbora Lacigová     |
| HMR 2011     | Praha              | Lucie Májková        | 13,15 m          | Lucie Uhlířová       | Šárka Buranská       |
| HMR 2012     | Praha              | Lucie Májková        | 13,10 m          | Gabriela Vaculová    | Klára Michalská      |
| HMR 2013     | Praha              | Dana Velďáková       | 13,55 m          | Lucie Májková        | Klára Michalská      |
| HMR 2014     | Praha              | Lucie Májková        | 13,48 m          | Kateřina Líbalová    | Šárka Buranská       |
| HMR 2015     | Praha              | Lucie Májková        | 13,59 m          | Šárka Buranská       | Dominika Horniaková  |
| HMR 2016     | Ostrava            | Dominika Horniaková  | 12,84 m          | Lenka Brázdilová     | Žofie Janoušková     |
| HMR 2017     | Praha              | Šárka Buranská       | 12,58 m          | Dominika Horniaková  | Karolína Jirmanová   |
| HMR 2018     | Praha              | Lucie Májková        | 13,26 m          | Šárka Buranská       | Barbora Klímová      |
| HMR 2019     | Ostrava            | Emma Maštalířová     | 12,90 m          | Šárka Vachata        | Ivana Reicheltová    |
| HMR 2020     | Ostrava            | Emma Maštalířová     | 12,76 m          | Karolína Černá       | Linda Průšová        |
| HMR 2021     | Ostrava            | Emma Maštalířová     | 13,28 m          | Linda Suchá          | Petra Harasimová     |
| HMR 2022     | Ostrava            | Emma Maštalířová     | 13,09 m          | Linda Suchá          | Tereza Sklenářová    |
| HMR 2023     | Ostrava            | Emma Maštalířová     | 13,07 m          | Veronika Skalická    | Michaela Hrubá       |
| HMR 2024     | Ostrava            | Emma Maštalířová     | 13,18 m          | Veronika Skalická    | Victoria Kuchmister  |
| HMR 2025     | Ostrava            | Linda Suchá          | 13,76 m          | Emma Maštalířová     | Adéla Sochorová      |